# Lorenz Rerup
Lorenz Christian Rerup (født 15. april 1928 i Flensborg, død 9. december 1996 i Sønderborg) var professor i historie og senere generalkonsul i Flensborg.
Han var søn af forretningsfører Peter Wilhelm Rerup (1895-1941) og Marie Elisabeth, født Riis. Gift 1976 med fil.mag. Anja Sinikka Mäkinen Rerup (1939-2015), født i Tampere, Finland.
Lorenz Rerup havde tysk skolegang i Flensborg og blev som ung, tysk soldat udstationeret i Danmark. Efter krigen blev han elev på Rødding Højskole 1947-48, hvor han blev påvirket af forstanderen, Hans Lund (1890-1969), til at studere historie. Han blev student fra Odense Studenterkursus i 1950 og læste dernæst historie på Københavns Universitet, hvor han blev mag.art. i 1963. Hans første ansættelse var som leder af studieafdelingen på Dansk Centralbibliotek for Sydslesvig, i Flensborg, 1963-65. Han var blevet anbefalet til stillingen af generalkonsul Troels Fink. Derfra kom Rerup til Aarhus Universitet som lektor ved Institut for Historie 1966-72, hvorefter han blev professor i nyeste og moderne historie ved Roskilde Universitetscenter 1972-94. Han var generalkonsul i Flensborg fra 1994 til sin død i 1996.
Rerup var gæsteprofessor ved Christian-Albrechts-Universität zu Kiel 1982 og 1989. Desuden formand for Komiteen til uddeling af Christian Paulsen-Prisen og for Sydslesvigsk Kultursamfund og bestyrelsesmedlem i Foreningen af Sydslesvigs Studerende (FSS) i 1950'erne.
Han var medlem af amanuensisrådet ved Århus Universitet 1966-69 og af Statens Samfundsvidenskabelige Forskningsråd 1968-74, formand for bestyrelsen for Snoghøj Folkehøjskole 1970-79, medlem af Det kongelige danske Selskab for Fædrelandets Historie. Han var endvidere censor i historie ved universiteterne.
Rerups første større udgivelse var Marcus Rubins brevvekling 1870-1922 i 4 bind udgivet på Rosenkilde og Baggers Forlag i 1963. Som ansat på Centralbiblioteket skrev han biografien om A.D. Jørgensen (1965), tysk udgave 1967. Det faglitterære forfatterskab var centreret omkring grænselandshistorie, herunder Slevig-Holsten efter 1830 (i rækken Politikens Danmarkshistorie) og Fra grænsekamp til sameksistens. Rerup har bidraget til flere samleværker, herunder Dansk Biografisk Leksikon og Dansk Identitetshistorie samt Den Store Danske Encyklopædi. Redaktør af Front og Bro 1952-54. Hovedredaktør af Excerpta Historica Nordica 1969-75.
Rerup modtog Kulturpreis der Stadt Flensburg i 1990 og var ridder af Dannebrog.